# Ruth Stewart
Ruth Martha "Roo" Stewart-Ryan (apellido de soltera: Stewart, anteriormente: Morgan) es un personaje ficticio de la serie de televisión australiana Home and Away interpretado por la actriz Georgie Parker desde el 29 de octubre de 2010 hasta ahora. Anteriormente Ruth fue interpretada por la actriz Justine Clarke del 20 de enero de 1988 hasta julio de 1989.

## Biografía
Ruth es hija de Alf Stewart y su primera esposa Martha Baldivis. Es muy buena amiga de Miles Copeland.
Su madre había muerto cuando Roo apenas era una adolescente por lo que se volvió muy protectora de su memoria, esto ocasionó que al inicio cuando su padre comenzara a salir y luego se casara con Ailsa Hogan quedara resentida y muchas veces trató de alejar a Ailsa de su padre.
Durante un tiempo Ruth se fue a vivir a la ciudad donde conoció al joven rico Brett Macklin de quien quedó embarazada, cuando este le dijo que abortara Ruth se negó y huyó, poco después empezó a salir con Frank Jonathan Morgan a quien engañó diciéndole que él era el padre del bebé, cuando se iban a casar Ruth no pudo más con su mentira y le cuenta la verdad a Frank.
Poco después Ruth diera a luz a la pequeña Martha Stewart, Brett quien al inicio no quería tener nada que ver con la bebé, decidió luchar por la custodia de esta y comenzó a chantajear a Ruth diciéndole que su padre y el resto de los habitantes de Bay perderían todo su dinero, por lo que Ruth obligada entregó a su pequeña Martha. 
Poco después Brett tomó a Martha del hospital y escapó, sin embargo tuvo problemas para cuidar de su hija y cuando llamó a un doctor para que la atendiera este llamó a la policía. Después de ser atrapado Brett y Ruth platicaron y decidieron que ninguno estaba listo para ser padre y dieron a Martha en adopción.
En el 2001 Alf se mudó con Roo por un mes luego de la muerte de Aísla, tres años después descontento con la vida en Australia, Duncan Stewart chantajeo a Tasha para que le pagara su vuelo y así irse a vivir con su hermana Ruth a los Estados Unidos. En el 2005 Ruth sufrió un accidente por lo que Alf y su tía Morag Bellingham fueron a visitarla, poco después Ruth se puso en contacto con su hija Martha y cuando Alf y Morag regresaron a Summer Bay Martha regresó con ellos.
Cuando Ruth regresa a la bahía en el 2010, enseguida va al caravan park para ver a su padre donde conoce a Miles, él la lleva con su padre y tanto Alf como Irene Roberts quedan encantados. Platicando Ruth le dice a su padre que un trabajo fracasó por lo que vino a visitarlo ya que tenía millas de viajero frecuente sin agotar, también le cuenta que no ha visto a su hermano, Duncan durante un tiempo y que recibió una llamada breve de su hija Martha quien le dijo que se encuentra a salvo en los Estados Unidos.
Pronto Ruth comienza a recibir mensajes y llamadas de un hombre llamado Tim, quien le dice que la ama, aunque al inicio Ruth ignora los mensajes al final los termina escuchando y termina molestándose. Ese mismo día reside otros dos mensajes sobre una cuenta bancaria que ha sido descubierta y que comenzarán a tomar acciones legales en su contra.
Cuando su tía Colleen Stewart la ve también queda sorprendida y comienza a traer cosas negativas de la vida pasada de Ruth a relucir por lo que tanto Alf como Irene la mandan callar. Más tarde Ruth le dice a su padre que se quedará por unas pocas semanas, poco después el detective Robert Robertson comienza a cuestionar a Ruth acerca del paradero de Martha y de Hugo Austin y ella le dice que no ha tenido contacto con ellos. Más tarde Ruth intenta convencer a Gina Austin de que use el dinero que Hugo dejó para ayudarlos a escapar, al inicio Gina se resiste y desconfía del plan y cuando encuentra una de las tarjetas de crédito de Ruth cortada a la mitad descubre que está en bancarrota, Gina la confronta diciéndole que lo único que quiere es obtener el dinero de su hijo para a ella misma, sin embargo Ruth niega sus acusaciones y Gina le da el beneficio de la duda.
Poco después cuando el cuerpo de Penn Graham es descubierto sin vida a las orillas del mar, el detective Robertson comienza a sospechar de Alf por lo que Ruth le dice a su padre que consiga un abogado y poco después visita al detective y le dice que su padre es inocente.
En el 2011 comienza a salir con el doctor Sid Walker pero la relación termina y más tarde comienza a salir con Harvey Ryan, pero igual termina con él cuando se da cuenta de que todavía tiene sentimientos por Sid, sin embargo la relación no prospera y Ruth regresa con Harvey, finalmente en el 2012 Harvey le pide matrimonio y Ruth acepta pero más tarde cuando el exnovio de Ruth, Tim Graham llega para intentar recuperarla la relación comienza a ponerse tensa, Harvey al creer que Ruth había escogido a Tim decide irse a la ciudad y termina acostándose con su exesposa Melissa Gregg, al regresar sintiéndose culpable Tim le revela lo sucedido a Ruth quien queda desilusionada, sin embargo poco después regresan y se comprometen de nuevo. En noviembre del mismo año Ruth finalmente se casa con Harvey.